# Hoekvergroting
De hoekvergroting is een maat voor het  'dichterbij halen' door een telescoop en voor de vergroting van een microscoop. Twee punten van een voorwerp waarvan de lichtstralen het objectief van de telescoop of de microscoop onder een bepaalde hoek bereiken, worden bij een hoekvergroting M onder een M maal zo grote hoek waargenomen. Zo is de hoek waaronder de maan wordt waargenomen met het blote oog ongeveer 0,5°, dat wil zeggen dat de lichtstralen van de boven- en de onderkant deze hoek met elkaar maken. Door een kijker met een hoekvergroting 10, vaak geschreven als 10×, zien we de maan onder een hoek van 5°.
De definitie van de hoekvergroting luidt:: 
Mang = tan β / tan α
waarin:
- α = de hoek van de invallende stralen ten opzichte van de optische as,
- β = de hoek van de uit het oculair tredende stralen ten opzichte van de optische as.

Eigenlijk wordt dus de tangens van de hoek Mang maal zo groot. Bij kleine hoeken is de tangens van de hoek ongeveer gelijk aan de hoek in radialen, zodat men toch van hoekvergroting kan spreken.